# Municipio Cusihuiriachi
Koordinaten: 28° 15′ N, 106° 50′ W
Cusihuiriachi ist ein Municipio mit etwa 5400 Einwohnern im mexikanischen Bundesstaat Chihuahua. Das Municipio hat eine Fläche von 1610,6 km². Verwaltungssitz des Municipios ist das gleichnamige Cusihuiriachi, der größte Ort hingegen ist Los Álamos de Cerro Prieto.

## Geographie
Das Municipio Cusihuiriachi liegt im Zentrum des Bundesstaats Chihuahua auf einer Höhe zwischen 1600 m und 2800 m. Das Municipio liegt vollständig in der physiographischen Provinz der Sierra Madre Occidental. Es liegt zu 50 % im endorheischen Becken der Cuencas Cerradas del Norte (Casas Grandes), 47 % liegen in der hydrologischen Region Bravo-Conchos und entwässern in den Golf von Mexiko, die restlichen knapp 3 % liegen in der Region Sonora Sur und entwässern in den Golf von Kalifornien. Die Geologie des Municipios wird zu 41 % von Konglomeratgestein bestimmt bei 34 % rhyolithischem Tuff und 17 % Sandstein-Konglomerat; vorherrschende Bodentypen im Municipio sind der Leptosol (34 %), Luvisol (24 %), Phaeozem (23 %), Durisol und Vertisol (je 7 %). 44 % der Gemeindefläche sind bewaldet, 39 % werden ackerbaulich genutzt, 13 % dienen als Weideland.
Das Municipio grenzt an die Municipios Guerrero, Cuauhtémoc, Gran Morelos, Dr. Belisario Domínguez, San Francisco de Borja und Carichí.

## Bevölkerung
Beim Zensus 2010 wurden im Municipio 5414 Menschen in 1663 Wohneinheiten gezählt. Davon wurden 192 Personen als Sprecher einer indigenen Sprache registriert, darunter 169 Sprecher der Tarahumara-Sprache. 5,6 Prozent der Bevölkerung waren Analphabeten. 2095 Einwohner wurden als Erwerbspersonen registriert, wovon 84 % Männer bzw. 1,4 % arbeitslos waren. 4,7 Prozent der Bevölkerung lebten in extremer Armut.

## Orte
Das Municipio Cusihuiriachi umfasst 126 bewohnte localidades, von denen lediglich der gleichnamige Hauptort (63 Einwohner) vom INEGI als urban klassifiziert ist. Sieben Orte wiesen beim Zensus 2010 eine Einwohnerzahl von über 200 auf, 110 Orte hatten weniger als 100 Einwohner. Die größten Orte sind:
| Ort                                  | Einwohner |
| Los Álamos de Cerro Prieto           | 614       |
| Cerro Prieto (Cerro Prieto de Abajo) | 400       |
| Chopeque                             | 378       |
| Colonia Cusi (Ojo de Agua)           | 307       |